# カピオラニ・コミュニティーカレッジ
カピオラニ・コミュニティ・カレッジ（Kapiolani Community College）は、ハワイ大学システム（University of Hawaiʻi System）に所属するカレッジの1つで、世界35カ国から約9,200人もの学生たちが集まる米国最大規模のキャンパスである。略称は「KCC」。アメリカで初めて英検を入学基準として認めている。
同校は観光学科や料理学科など即戦力となるハワイらしいユニークな専攻科目の充実で人気を博している。春と秋のセメスター制で、英語を母国語としない学生が集まっている。アメリカ本土からの学生、それに留学生が常に一緒に学んでいる。全米で唯一のハワイ語学研究科博士課程を持つ大学院を設置している。

## 組織
- 美術学部
- 生物学部
- 経営学部
- 教育学部
- 工学部
- コンピューター科学
- 看護学部
- 心理学部
- 観光学部

## 対外関係
日本人留学生数は約230名。
ハワイ大学へのスムーズな編入プログラムも用意され、英語を母国語としない学生たちにハワイ留学の門戸を開放。

## キャンパス
オアフ島のワイキキ近くダイアモンド・ヘッドのふもとに位置した緑に囲まれたキャンパスは、学生にとても人気がある。ワイキキビーチやワイキキの大繁華街にも近い。

## 施設
- カフェテリア
- ブックストアー
- 大規模な図書館
- コンピューター・メディアセンター
- フィルムスタジオ
- 小規模の劇場